# Oscillatore Reinhartz
L'Oscillatore Reinhartz è un Meissner a griglia/base comune con risonatore su un secondario separato da quello di griglia/emettitore
Pur essendo molto rumoroso e poco stabile, è uno degli oscillatori di potenza preferiti per la partenza certa e la possibilità di raggiungere potenze consistenti col minimo numero di componenti